# Himni i Flamurit
Himni i Flamurit (o anche Rreth flamurit të përbashkuar; it. Inno alla bandiera) è l'Inno nazionale dell'Albania. La musica fu scritta dal compositore rumeno Ciprian Porumbescu per il canto patriottico Pe-al nostru steag e scris Unire. Il testo, invece, fu scritto dal poeta albanese Aleksander Stavre Drenova.

## Storia
Il testo dell'inno fu pubblicato per la prima volta, come una poesia, su Liri e Shqipërisë, giornale albanese edito a Sofia, Bulgaria, il 21 aprile 1912. Il titolo originale del poema è Betimi i Flamurit (it. Giuramento alla bandiera). L'inno fu ripubblicato, in seguito, in una raccolta di poesie di Asdreni dal titolo Ëndra e lotë (it. Sogni e lacrime) edita a Bucarest. Secondo le memorie di Lasgush Poradeci, il testo non fu scritto per essere l'inno nazionale albanese, ma fu così amato dal popolo albanese che venne adottato come inno nazionale della neonata Albania nel 1912, durante la proclamazione dell'indipendenza a Valona.

## Testo
Di solito solo le prime due strofe vengono cantate e la seconda è il ritornello e viene ripetuta due volte.
| In albanese | Trascrizione AFI | Traduzione italiana |
| Rreth flamurit të përbashkuar Me një dëshirë e një qëllim, Të gjith' atje duke u betuar Të lidhim besën për shpëtim. 𝄆 Prej lufte veç ai largohet Që është lindur tradhëtor, Kush është burrë nuk frikësohet, Po vdes, po vdes si një dëshmor! 𝄇 Në dorë armët do t'i mbajmë, Të mbrojmë atdheun në çdo kënd, Të drejtat tona ne s'i ndajmë; Këtu armiqtë s'kanë vënd! 𝄆 Se Zoti vetë e tha me gojë Që kombe shuhen përmbi dhe, Po Shqipëria do të rrojë; Për të, për të luftojmë ne! 𝄇 O Flamur, flamur, shenj' e shenjtë Tek ti betohemi këtu Për Shqipërinë, atdheun e shtrenjtë, Për nder' edhe lavdrimin tend. 𝄆 Trim burrë quhet dhe nderohet Atdheut kush iu bë therror. Përjetë ai do të kujtohet Mbi dhe, nën dhe si një shenjtor! 𝄇 | [rɛθ̟ fla.mu.ɾit tə pəɾ.baʃ.ku.aɾ] [mɛ ɲə də.ʃiɾ ɛ ɲə c͡çə.ɫim ǀ] [tə ɟ͡ʝiθ̟ a.tij du.kɛ u bɛ.tu.aɾ] [tə li.ð̟im bɛ.sən pəɾ ʃpə.tim ‖] 𝄆 [pɾɛj luf.tɛ vɛt͡ʃ a.i laɾ.gɔ.hɛt] [c͡çə əʃ.tə lin.duɾ tɾa.ð̟ə.tɔɾ ǀ] [kuʃ əʃ.tə bu.rə nuk fɾi.kɔ.hɛt ǀ] [pɔɾ vdɛs ǀ pɔɾ vdɛs si ɲə dəʃ.mɔɾ ‖] 𝄇 [nə dɔ.ɾə aɾ.mət dɔ ti mbaj.mə ǀ] [tə mbɾɔj.mə at.ð̟ɛ.un nə t͡ʃdɔ kənd ǀ] [tə dɾɛj.tat tɔ.na nɛ si ndaj.mə ǀ] [kə.tu aɾ.mic͡ç.tə ska.nə vənd ‖] 𝄆 [sɛ zɔ.ti vɛ.tə ɛ θ̟a mɛ gɔ.jə] [c͡çə kɔm.bɛ ʃu.hɛn pəɾm.bi ð̟ɛ ǀ] [pɔ ʃc͡çi.pə.ɾi.a dɔ tə rɔ.jə ǀ] [pəɾ tə ǀ pəɾ tə luf.tɔj.mə nɛ ‖] 𝄇 [ɔ fla.muɾ ǀ fla.muɾ ʃɛɲ ɛ ʃɛɲ.tə] [tɛk ti bɛ.tɔ.hɛ.mi kə.tu] [pəɾ ʃc͡çi.pə.ɾi.nə ǀ at.ð̟ɛ.un ɛ ʃtɾɛɲ.tə ǀ] [pəɾ ndɛɾ ɛ.ð̟ɛ lav.dimn ɛ tu ‖] 𝄆 [tɾim bu.rə c͡çu.hɛt ð̟ɛ ndɛ.ɾɔ.hɛt] [at.ð̟ɛ.ut kuʃ i.u bə θ̟ɛ.rɔɾ ‖] [pəɾ.jɛ.tə a.i dɔ tə kuj.tɔ.hɛt] [mbi ð̟ɛ ǀ nən ð̟ɛ si ɲə ʃɛɲ.tɔɾ ‖] 𝄇 | Intorno alla bandiera congiunti con un comune desiderio e scopo, tutti ad essa giurando di combattere per la nostra salvezza. 𝄆 Dalla guerra si allontana Solo chi è nato traditore Chi è uomo non ha timore, ma muore, muore come un martire. 𝄇 Le armi terremo nelle nostre mani Per proteggere la patria in ogni angolo, I nostri diritti non li dividiamo, I nemici qui non hanno posto. 𝄆 Perché Dio stesso ha affermato, Che le nazioni svaniscono sulla terra, Ma l'Albania continuerà a vivere, Poiché è per lei, per lei che lottiamo. 𝄇 O bandiera, bandiera, simbolo sacro, su di te giuriamo qui per l'Albania, la patria cara, per l'onore e la gloria tua. 𝄆 Uomo coraggioso si chiama e si onora della patria chi è il mattatore. Per sempre egli sarà ricordato sopra, e sotto la terra come un santo. 𝄇 |

### In alfabeti storici
| Alfabeto cirillico | Alfabeto Bashkimi | Alfabeto greco (lingua greca) | Alfabeto Istanbul |
| --- | --- | --- | --- |
| Рреѳ фљамурит тъ пърбашкуар Ме њъ дъшир' е њъ ћълим, Тъ ђиѳ' атиј дуке у бетуар Тъ љиδим бесън пър шпътим. Преј љуфте веч аи љаргохет Ћъ ъщъ љиндур траδътор, Куш ъщъ бурръ нук фрикохет, Пор вдес, пор вдес си њъ Дъшмор! Нъ доръ армът до т'и мбајмъ, Тъ мбројмъ атδеун нъ чдо кънд, Тъ дрејтат тона не с'и ндајмъ; Къту армићтъ с'канъ вънд! Се Зоти ветъ е ѳа ме гојъ Ћъ комбе шухен пърмби δе, По Шћипъриа до тъ рројъ; Пър тъ, пър тъ љуфтојмъ не! О Фљамур, фљамур, шењ' е шењтъ Тек ти бетохеми къту Пър Шћипъринъ, атδеун е щрењтъ, Пър ндер' еδе љавдимн е ту. Трим бурръ ћухет δе ндерохет Атδеут куш ју бъ ѳеррор. Пърјетъ аи до тъ кујтохет Мби δе, нън δе си њъ шењтор! | Rréth flamurit te perbashkuar Me gne deshir' é gne cellim, Te ghith' atij duké u betuar Te lidhim bésen per shpetim. Prej lufté vech ai largohét Ce eshte lindur tradhetor, Kush eshte burre nuk frikohét, Por vdés, por vdés si gne Deshmor! Ne dore armet do t'i mbajme, Te mbrojme atdhéun ne chdo kend, Te dréjtat tona né s'i ndajme; Ketu armicte s'kane vend! Sé Zoti véte é tha mé goje Ce kombé shuhén permbi dhé, Po Shciperia do te rroje; Per te, per te luftojme né! O Flamur, flamur, shégn' é shégnte Ték ti bétohémi ketu Per Shciperine, atdhéun é shtrégnte, Per ndér' édhé lavdimn é tu. Trim burre cuhét dhé ndérohét Atdhéut kush iu be thérror. Perjéte ai do te kujtohét Mbi dhé, nen dhé si gne shégntor! | Ρ̇εθ φλαμȣριτ τε̱ πε̱ρπ̇ασ̈κȣaρ Με̱ ν̇ε̱ δ̇ε̱σ̈ιρ ε ν̇ε̱ κ̇ε̱λ̇ιμ, Τε̱ γ̇ιθ ατιϳ δ̇ȣκε ȣ π̇ε̱τȣαρ Τε̱ λιδιμ π̇εσε̱ν πε̱ρ σ̈πε̱τιμ. Πρε̱ϳ λȣφτε βε̱τσ̈ αι λαργοχετ Κ̇ε̱ ε̱σ̈τε̱ λινδ̇ȣρ τραδε̱τορ, Κȣσ̈ ε̱σ̈τε̱ π̇ȣρ̇ε̱ νȣκ φρικοχετ, Πορ βδ̇ες, πορ βδ̇ες σι ν̇ε̱ Δ̇ε̱σ̈μορ! Νε̱ δ̇ορε̱ αρμε̱τ δ̇ο τι μπ̇αϳμε̱, Τε̱ μπ̇ροϳμε̱ ατδεȣν νε̱ τσ̈ο κε̱νδ̇! Τε̱ δ̇ρεϳτατ τονα νε σι νδ̇αϳμε̱; Κε̱τȣ αρμικ̇τε̱ σκανε̱ βε̱νδ̇! Σε Ζοτι βετε̱ ε θα με γοϳε̱ Κ̇ε̱ κομπ̇ε σ̈ȣχεν πε̱ρμπ̇ι δε, Πο Σ̈κ̇ιπε̱ρια δ̇ο τε̱ ρ̇οϳε̱; Πε̱ρ τε̱, πε̱ρ τε̱ λȣφτοϳμε̱ νε! Ο Φλαμȣρ, φλαμȣρ, σ̈εν̇ ε σ̈εν̇τε̱ Τεκ τι π̇ετοχεμι κε̱τȣ Πε̱ρ Σ̈κ̇ιπε̱ρινε̱, ατδεȣν ε σ̈τρεν̇τε̱, Πε̱ρ νδ̇ερ εδε λαβδ̇ιμν ε τȣ. Τριμ π̇ȣρ̇ε̱ κ̇ȣχετ δε νδεροχετ Ατδεȣτ κȣσ̈ ιȣ π̇ε̱ θερ̇ορ. Πε̱ρϳετε̱ αι δ̇ο τε̱ κȣϳτοχετ Μπ̇ι δε, νε̱ν δε σι ν̇ε̱ σ̈εν̇τορ! | Ρεθ flamurit te perbaσkuar Me ŋe deσir ε ŋe qeλim, Te γiθ atij dukε u betuar Te liδim bεsen per σpetim. Prej luftε veç ai largohεt Qe eσte lindur traδetor, Kuσ eσte buρe nuk frikohεt, Por vdεs, por vdεs si ŋe Deσmor! Ne dore armet do ti mbajme, Te mbrojme atδεun ne çdo kend, Te drεjtat tona nε si ndajme; Ketu armiqte skane vend! Sε Zoti vεte ε θa mε goje Qe kombε σuhεn permbi δε, Po Cqiperia do te ρoje; Per te, per te luftojme nε! O Flamur, flamur, σεŋ ε σεŋte Tεk ti bεtohεmi ketu Per Ϲqiperine, atδεun ε σtrεŋte, Per ndεr εδε lavdimn ε tu. Trim buρe quhεt δε ndεrohεt Atδεut kuσ iu be θερor. Perjεte ai do te kujtohεt Mbi δε, nen δε si ŋe σεŋtor! |